# 赤尾ひかる
赤尾 ひかる（あかお ひかる、1995年6月16日 - ）は、日本の女性声優。埼玉県出身。アイムエンタープライズ所属。

## 経歴
小学6年生のときに見た『NARUTO ナルト-』に心を打たれ、声優という職業を知る。当時は自分の声が嫌いであったが、小学校のときの担任の先生の「放送関係の仕事は責任があるからしっかりした人でないと務まらない」との言葉を受け、赤尾は放送部に入ることを決める。中学、高校と放送部に所属。部活動を通して、自分の声を気にすることはなくなり、人前で自分の声を届けることを素敵だと考えるようになった。部活宛に届いた声優養成所のパンフレットを見て見学に行く。そこで業界を目指す人々の姿に圧倒され、自身も声優を目指すようになる。後日別の養成所に通い始める。
趣味・特技はヴァイオリンとピアノを演奏すること。
中学、高校では放送部、大学では声楽を学びつつオーケストラ部に所属し、ヴァイオリンを弾いていた。
日本ナレーション演技研究所卒業後、2015年にアイムエンタープライズに所属。事務所所属後初のアフレコは初主演作となった『ゲキドル』（放送は2021年）。
「千本木彩花・和多田美咲・赤尾ひかるのようこそ!グリーンハーベスト」でラジオデビュー。
2018年6月にマリン・エンタテインメントによって結成された声優ユニット「teaЯLove」（ティアラブ）のメンバー。2022年のラストライブまで約4年半活動を行った。
2022年3月5日、第16回声優アワードにて新人女優賞を受賞した。
2023年3月1日、自身のTwitterにて結婚を報告。
2025年1月1日、自身のXにて第一子となる女児出産を報告。

## 人物
事務所の同期には岩井映美里、本渡楓、三宅晴佳らがいる。
目標にする声優は釘宮理恵、田村ゆかり。
好きなキャラクターはポッチャマ、カービィ、スヌーピー。

## 出演
太字はメインキャラクター。

### テレビアニメ
2016年
- ラブライブ！サンシャイン!!（女子生徒）
- 亜人（女子高生）

2017年
- ソード・オラトリア ダンジョンに出会いを求めるのは間違っているだろうか外伝（ルルネ・ルーイ）
- アリスと蔵六（少女）
- ツインエンジェルBREAK（女子B）

2018年
- クラシカロイド（女の子）
- タイムボカン 逆襲の三悪人（秘書ロボ子）
- メルヘン・メドヘン（2018年 - 2019年、ウピールチカ）
- こみっくがーるず（萌田薫子、にゃおす）
- ハイスクールD×D HERO
- Back Street Girls -ゴクドルズ-（杉原チカ）
- 七星のスバル（天羽晴奈）
- はたらく細胞（血小板2、血小板5）
- 重神機パンドーラ（子供）
- HUGっと!プリキュア（川上あや）
- ユリシーズ ジャンヌ・ダルクと錬金の騎士（フェイ族B）
- となりの吸血鬼さん（アニメキャラC）
- メルクストーリア -無気力少年と瓶の中の少女-（ピスティア）

2019年
- えんどろ〜!（ユーシャ〈ユーリア・シャルデット〉）
- モブサイコ100 II（女子大生）
- かぐや様は告らせたい〜天才たちの恋愛頭脳戦〜（女子生徒）
- ぼくたちは勉強ができない（マチコ） - 2シリーズ
- フルーツバスケット（女子生徒）
- グランベルム（小日向希望）
- けだまのゴンじろー（女の子）
- 炎炎ノ消防隊（2019年 - 2026年、ヒナタ&ヒカゲ） - 4シリーズ
- アサシンズプライド（ソニア、女生徒）

2020年 
- ランウェイで笑って（都村いち花）
- Lapis Re:LiGHTs（メアリーベリー）
- アサルトリリィ BOUQUET（一柳梨璃）
- ダンジョンに出会いを求めるのは間違っているだろうか シリーズ（2020年 - 2024年、ルルネ・ルーイ） - 2シリーズ
- ご注文はうさぎですか? BLOOM（客）

2021年
- ゲキドル（守野せりあ）
- ミュークルドリーミー みっくす!（2021年 - 2022年、パチパチブー）

2022年
- ハコヅメ〜交番女子の逆襲〜（女子小学生）
- 乙女ゲー世界はモブに厳しい世界です（リオン〈幼少期〉）
- 骸骨騎士様、只今異世界へお出掛け中（マルカ）
- RPG不動産（風色鼓）

2023年
- 魔法少女マジカルデストロイヤーズ（マイ、グリーン）
- 死神坊ちゃんと黒メイド（赤ずきん）
- 16bitセンセーション ANOTHER LAYER（小山千里〈キキ子〉、小山万里〈ララ子〉）
- 君のことが大大大大大好きな100人の彼女（女児）
- 絆のアリル（メイドB）

2024年
- 夜のクラゲは泳げない（チエピ）
- ATRI -My Dear Moments-（アトリ）
- 2.5次元の誘惑（コスプレイヤーA）

2025年
- 中禅寺先生物怪講義録 先生が謎を解いてしまうから。（小川涼子）

### 劇場アニメ
- ANEMONE/交響詩篇エウレカセブン ハイエボリューション（2018年）
- 劇場版 ダンジョンに出会いを求めるのは間違っているだろうか -オリオンの矢-（2019年、ルルネ・ルーイ[36]）
- 機動戦士ガンダム ククルス・ドアンの島（2022年、テレサ[37]）

### OVA
- ご注文はうさぎですか?? 〜Dear My Sister〜（2017年、女の子）
- ストライク・ザ・ブラッド（2018年 - 2020年、カーリ[38]、犬） - 2シリーズ[一覧 4]
- Re:ゼロから始める異世界生活 氷結の絆（2019年、村の子供）
- アリスインデッドリースクール（2021年、村崎静香[39]）

### Webアニメ
- モンストアニメ 消えゆく宇宙編（2017年、友達C）
- 極主夫道（2021年、子どもC）
- アサルトリリィ ふるーつ（2021年、一柳梨璃[40]）
- ブルーアーカイブ 1.5周年記念ショートアニメーション（2022年、下江コハル）

### ゲーム
2016年
- 刻のイシュタリア（聖獣王エディノル）
- サウザンドメモリーズ（塵戒の抜忍イスズ、シャオリー）
- 戦国姫譚MURAMASA-雅-（長宗我部元親、加藤段蔵、上田城、稲葉山城、安土城 ）
- スターレット（ミヤビ ）
- シドストーリー（アルテミシア 、アーロン）
- ガールズオンメタル（神宮寺茜、大塚みき、月島しずか、リーゼロッテ、スウォナーレ )
- ウチの姫さまがいちばんカワイイ（銀嶺姫)

2017年
- AKIBAS' TRIP Festa!（紅谷螢）
- 強くてNEW GAME（スズノハ、メリノ）
- 戦艦ストライク（クロエ）
- リディー&スールのアトリエ 〜不思議な絵画の錬金術士〜（スール・マーレン）
- 城姫クエスト（名胡桃城）

2018年
- ダンジョンに出会いを求めるのは間違っているだろうか 〜メモリア・フレーゼ〜（ルルネ・ルーイ）
- きららファンタジア（萌田薫子）
- アビス・ホライズン（酒匂、ネルソン、ダイヤモンド）
- オンゲキ（星咲あかり）
- ドールズフロントライン（Gr Mk23、QSB-91）
- マギアレコード 魔法少女まどか☆マギカ外伝（千秋理子）
- クイズRPG 魔法使いと黒猫のウィズ（2018年 - 2024年、イヨリ、ナズナ、コヨリ）
- Q&Qアンサーズ（呂布、孫権）
- ファントム オブ キル（フェイルノート・D. plug・ルシファー）

2019年
- ネルケと伝説の錬金術士たち 〜新たな大地のアトリエ〜（スール・マーレン）
- ブルーストーン2（テナリ）
- アトリエオンライン 〜ブレセイルの錬金術士〜（スール・マーレン）
- ブラウンダスト（ナレサ）
- 荒野のコトブキ飛行隊 大空のテイクオフガールズ!（ベッグ）
- 白猫プロジェクト (リーチェ・パスラ・オリバ)
- アッシュアームズ‐灰燼戦線‐（戦車 M3 スチュアート）
- けものフレンズ3（アルパカ・ワカイヤ）

2020年
- マチガイブレイカー Re:Quest（セーラ、ナディア）
- グラフィティスマッシュ（メイジー）
- 戦姫ストライク（アンギリサ、フェニティ、アサテミス）
- Re:ステージ!プリズムステップ（星咲あかり）
- ATRI -My Dear Moments-（アトリ）
- デュエル・マスターズ プレイス（ピリリパ、死劇人形ピエール）
- ステーションメモリーズ!（新居浜ありす） - リニューアルボイス
- アークナイツ（バブル）
- Wonderland Wars（星咲あかり）

2021年
- モンスターストライク（トライデント）
- アサルトリリィ Last Bullet（一柳梨璃）
- アリス・ギア・アイギス（2021年 - 2024年、宮南ひかり）
- りっくじあーす（奈良あかり、Ka-52アリガートル、レオパルト2E、大門奏）
- 共闘ことばRPG コトダマン（スナイパーカー、ゼンマイシンマイ、オオマガツ姫ン）
- グランブルーファンタジー（幼いアポロニア）
- アズールレーン（アーチャーフィッシュ）
- ブルーアーカイブ -Blue Archive-（2021年 - 2023年、下江コハル）
- うたわれるもの ロストフラグ（サヨリ）
- ステート・オブ・サバイバル（キャンディ）
- ラグナドール 妖しき皇帝と終焉の夜叉姫（垢嘗め）
- スターメロディー ユメミドリーマー（メテオ・スター）
- 七つの大罪〜光と闇の交戦〜（メゲルダ）
- ラピスリライツ 〜この世界のアイドルは魔法が使える〜（メアリーベリー）
- シャドウバース Omen of Storms / 十禍闘争（ブロッサムルナール、真実の隠者、絶望の崇拝者）

2022年
- 異世界に飛ばされたらパパになったんだが〜精霊騎士団物語〜（キャノン）
- グルーヴコースター（星咲あかり）

2023年
- ワールドダイスター 夢のステラリウム（本巣叶羽）
- レスレリアーナのアトリエ 〜忘れられた錬金術と極夜の解放者〜（スール）

2024年
- ファントム オブ キル -オルタナティブ・イミテーション-（フェイルノート）
- ユニコーンオーバーロード（セレスト）
- ドラゴンクエストX 未来への扉とまどろみの少女 オンライン（デニッサ、ロイザ）
- 百英雄伝 (リーン）

2025年
- 魔法少女まどか☆マギカ Magia Exedra（千秋理子）

### ドラマCD
- リディー&スールのアトリエ 〜不思議な絵画の錬金術士〜「お楽しみボイスCD」（スール・マーレン[105]）※プレミアムボックス同梱
- こみっくがーるず（萌田薫子[106]） - BD&DVD第3・6巻封入特典
- えんどろ〜!（ユーシャ〈ユーリア・シャルデット〉[107]） - Blu-ray第1・3巻封入特典
- 1年A組のモンスター（花中桃） - 6巻ドラマCD付き特装版
- ふたりべや（鈴） - 9巻オーディオドラマ付きメロンブックス限定版
- 『アサルトリリィ Last Bullet』ASMR 梨璃さんと一緒～お姉様にはナイショだよっ!～（一柳梨璃[108]）

### 吹き替え
- ジャッキー/ファーストレディ 最後の使命（2017年）

### ラジオ
※はインターネット配信。
- 千本木彩花・和多田美咲・赤尾ひかるのようこそ!グリーンハーベスト（2016年 - 2018年、音泉※・超!A&G+※）[109]
- おとじょ!!〜教卓の下にはいりたい♪〜（2017年、音泉※）[110]
- 矢作紗友里・赤尾ひかるの乙女の花園 （2018年 -、ニコニコ生放送（ニコニコチャンネル ボイスガレッジチャンネル）※）
- 河瀬茉希と赤尾ひかるの今夜もイチヤヅケ! （2019年 - 2023年、超!A&G+※）[111]
- りすLOG 金曜日 赤尾ひかるの夢見る前に （2020年 - 、ニコニコチャンネル ボイスガレッジチャンネル※）[112]
- 赤尾ひかると飯田ヒカルの「ぴかピカ」（2022年 - 、SHOWROOM※）[113]

### インターネット番組
- 【赤尾ひかる】お菓子作り部・他（2020年 - 、YouTube「ぶかちゅ〜部TV」）[114]
- 赤尾ひかるの「ぴりりっとおさらい!」（2020年 - 2021年、YouTube）
- アサルトリリィ 放送局 Lily's Time（2022年 - 、YouTube）

### 舞台
- ブシロードpresents 舞台「アサルトリリィ League of Gardens」（2020年、一柳梨璃[115]）
- 舞台「アサルトリリィ The Fateful Gift」（2020年、一柳梨璃[116]）
- 舞台「アサルトリリィ Lost Memories」（2022年、一柳梨璃[117]）
- 舞台「リリーフ・ライト・ガン」（2022年、大和灯里[118]）
- 舞台 D4DJ「有栖川学院文化祭 LIVE STAGE」（2023年、副会長[119]）
- 舞台「マジでトキメけ★少女たち！！〜ホシのミライ〜」（2023年11月10日、CBGKシブゲキ！！、ファラオ[120]）

### 映像商品
- 松田颯水ショー2（2018年）
- 西明日香のデリケートゾーン！3（2019年）
- 「オンゲキ」LIVE vol.1 〜Jump!! Jump!! Jump!!〜 Blu-ray（2019年）
- 『高橋李依のわくわくツアーズ』〜沖縄編〜（2019年）
- ぱるぱるフレンドパーク（2019年）
- 津田美波の津田家-TSUDAYA-Vol.9（2020年）
- 河瀬茉希と赤尾ひかるの今夜もイチヤヅケ！よみうりランドでできました！（2020年）
- なるほど！ザ・本渡楓3（2020年）
- 赤尾ひかるの'ぴ'すとりー2（2021年）
- 舞台「アサルトリリィ League of Gardens / アサルトリリィ The Fateful Gift」Blu-ray Disc（2021年）
- 河瀬茉希と赤尾ひかるの今夜もイチヤヅケ！-もしもでまりあとやってみた！-（2021年）
- シーサイド総合力決定戦！（2021年）
- 赤尾ひかるの'ぴ'すとりー1（2021年）
- 河瀬茉希と赤尾ひかるの今夜もイチヤヅケ！スピンオフ企画DVD〜千葉軍×埼玉軍〜（2022年）
- 「オンゲキ」 LIVE vol.2 〜No Limit STARRED HEART〜 ライブBlu-ray（2022年）[121]
- 舞台「アサルトリリィ Lost Memories」Blu-ray Disc（2022年）
- Animelo Summer Live 2021 -COLORS- 8.29（2022年）

### その他コンテンツ
- スール de アラーム 〜リディー&スールのアトリエ〜[122]
- 温泉むすめ（作並日果[123]）
- ガールズラジオデイズ（玉笹花菜[124]）
- めろんガールズ（黄すいか[125]）
- サテライツ（2021年、しきさい[126]）
- あの子黒い子人魚の子 ボイスコミック（2021年、モルーア[127]）
- LIVERTINE AGE ビジュアルプロジェクト（2021年[128][129]）
- キミの恋人オーディション 台本にないけどキスしていい？ スペシャルPV（2022年、柊木英輔、鏡心菜、幸村つるぎ、柊木来愛、ナレーター）[130]
- 直木賞作家×YOASOBI『はじめての』プロジェクトPV[131]（2022年）
- 赤面JDとオトナの雑学（2022年、餅月ささげ[132]）

## ディスコグラフィ

### キャラクターソング
| 発売日         | 商品名                                                                                          | 歌 | 楽曲 | 備考                                                                  |
| -------------- | ----------------------------------------------------------------------------------------------- | --- | --- | --------------------------------------------------------------------- |
| 2018年5月30日  | Memories/涙はみせない                                                                           | こみっくがーるず | 「Memories」                                                                                               | テレビアニメ『こみっくがーるず』オープニングテーマ                    |
| 2018年5月30日  | Memories/涙はみせない                                                                           | こみっくがーるず | 「涙はみせない」                                                                                           | テレビアニメ『こみっくがーるず』エンディングテーマ                    |
| 2018年6月27日  | こみっくがーるず BD・DVD第1巻特典CD                                                             | 萌田薫子（赤尾ひかる） | 「Memories」 「涙はみせない」                                                                              | テレビアニメ『こみっくがーるず』関連曲                                |
| 2018年7月3日   | ローソン「こみっくがーるず キャンペーン」 オリジナル楽曲                                        | こみっくがーるず | 「虹色パレット」 「こみっくせんせーしょん！」                                                              | テレビアニメ『こみっくがーるず』関連曲                                |
| 2018年8月29日  | ゴクドルミュージック                                                                            | ゴクドルズ虹組 | 「ゴクドルミュージック」                                                                                   | テレビアニメ『Back Street Girls -ゴクドルズ-』オープニングテーマ      |
| 2018年8月29日  | ゴクドルミュージック                                                                            | ゴクドルズ虹組 | 「星のかたち」                                                                                             | テレビアニメ『Back Street Girls -ゴクドルズ-』エンディングテーマ      |
| 2018年8月29日  | ゴクドルミュージック                                                                            | ゴクドルズ虹組 | 「恋のサカズキ」 「仁義なき恋」 「恋の潰し屋」 「怒ってんの？」 「夢のシマへ」 「宇宙級の愛」 「愛の懲役」 | テレビアニメ『Back Street Girls -ゴクドルズ-』挿入歌                  |
| 2018年10月24日 | ONGEKI Vocal Collection 01                                                                      | ASTERISM | 「STARTLINER」                                                                                             | ゲーム『オンゲキ』メインテーマ                                        |
| 2018年10月24日 | ONGEKI Vocal Collection 01                                                                      | 星咲あかり（赤尾ひかる） | 「Perfect Shining!!」 「STARTLINER」                                                                       | ゲーム『オンゲキ』関連曲                                              |
| 2019年1月23日  | えんどろ〜る！                                                                                  | 勇者パーティー | 「えんどろ〜る！」                                                                                         | テレビアニメ『えんどろ〜！』オープニングテーマ                        |
| 2019年1月23日  | えんどろ〜る！                                                                                  | 勇者パーティー | 「はっぴぃとぅご〜！」                                                                                     | テレビアニメ『えんどろ〜！』イメージソング                            |
| 2019年2月27日  | ONGEKI Sound Collection 01 『Jump!! Jump!! Jump!!』                                             | 星咲あかり（赤尾ひかる）、藤沢柚子（久保田梨沙）、三角葵（春野杏）、高瀬梨緒（久保ユリカ）、逢坂茜（大空直美） | 「Jump!! Jump!! Jump!!」                                                                                   | ゲーム『オンゲキ』関連曲                                              |
| 2019年2月27日  | ONGEKI Sound Collection 01 『Jump!! Jump!! Jump!!』                                             | 星咲あかり（赤尾ひかる） | 「Jump!! Jump!! Jump!!」                                                                                   | ゲーム『オンゲキ』関連曲                                              |
| 2019年8月7日   | キミにGod 4 Love❤︎                                                                               | カシウス（佐藤舞）、フェイルノート（赤尾ひかる）、アルマス（鷲見友美ジェナ）、ティファレト（須田裕莉香） | 「キミにGod 4 Love❤︎」                                                                                      | ゲーム『ファントム オブ キル』関連曲                                  |
| 2019年9月1日   | 永遠Summer...                                                                                   | カシウス（佐藤舞）、フェイルノート（赤尾ひかる）、アルマス（鷲見友美ジェナ）、ティファレト（須田裕莉香） | 「永遠Summer...」                                                                                          | ゲーム『ファントム オブ キル』関連曲                                  |
| 2019年10月23日 | ONGEKI Sound Collection 02 『最強 the サマータイム!!!!!』                                       | 日向千夏（岡咲美保）、柏木美亜（和氣あず未）、東雲つむぎ（和泉風花）、星咲あかり（赤尾ひかる）、高瀬梨緒（久保ユリカ） | 「最強 the サマータイム!!!!!」                                                                             | ゲーム『オンゲキ SUMMER』メインテーマ                                 |
| 2019年10月23日 | ONGEKI Sound Collection 02 『最強 the サマータイム!!!!!』                                       | 星咲あかり（赤尾ひかる） | 「最強 the サマータイム!!!!!」                                                                             | ゲーム『オンゲキ』関連曲                                              |
| 2019年10月23日 | ONGEKI Sound Collection 02 『最強 the サマータイム!!!!!』                                       | ASTERISM | 「Starring Stars」                                                                                         | ゲーム『オンゲキ』関連曲                                              |
| 2019年11月13日 | 華麗なる予告状                                                                                  | 怪盗団アカツキ | 「華麗なる予告状」                                                                                         | ゲーム『荒野のコトブキ飛行隊 大空のテイクオフガールズ！』関連曲       |
| 2019年11月21日 | ONGEKI Memorial Soundtrack Himawari                                                             | 星咲あかり（赤尾ひかる）、日向千夏（岡咲美保） | 「スン(マイル)フラワー〜Sun(Mile)Flower」                                                                  | ゲーム『オンゲキ』関連曲                                              |
| 2020年2月5日   | START the MAGIC HOUR                                                                            | シュガーポケッツ | 「シャノワール」 「knockin' on baby」                                                                      | 『ラピスリライツ 〜この世界のアイドルは魔法が使える〜』関連曲         |
| 2020年2月26日  | ONGEKI Vocal Collection 07                                                                      | FIREシューターズ | 「MAKING!ハイタッチ！」                                                                                    | ゲーム『オンゲキ』関連曲                                              |
| 2020年2月26日  | ONGEKI Vocal Collection 07                                                                      | 星咲あかり（赤尾ひかる） | 「MAKING!ハイタッチ！」                                                                                    | ゲーム『オンゲキ』関連曲                                              |
| 2020年4月22日  | ONGEKI Sound Collection 03 『Splash Dance!!』                                                   | 星咲あかり（赤尾ひかる）、高瀬梨緒（久保ユリカ）、桜井春菜（近藤玲奈）、井之原小星（もものはるな）、日向千夏（岡咲美保） | 「Splash Dance!!」                                                                                         | ゲーム『オンゲキ SUMMER PLUS』メインテーマ                            |
| 2020年4月22日  | ONGEKI Sound Collection 03 『Splash Dance!!』                                                   | 星咲あかり（赤尾ひかる） | 「Splash Dance!!」                                                                                         | ゲーム『オンゲキ』関連曲                                              |
| 2020年7月8日   | 私たちのSTARTRAIL/プラネタリウム                                                                | ラピスリライツ・スターズ | 「私たちのSTARTRAIL」                                                                                      | テレビアニメ『Lapis Re:LiGHTs』オープニングテーマ                     |
| 2020年10月28日 | ATRI -My Dear Moments- Original Soundtrack                                                      | アトリ（赤尾ひかる） | 「Dear Moments」                                                                                           | ゲーム『ATRI -My Dear Moments-』エンディングテーマ                    |
| 2020年12月23日 | 荒野のコトブキ飛行隊 大空のテイクオフガールズ！ チームソングミニアルバム                        | 怪盗団アカツキ | 「華麗なる予告状」                                                                                         | ゲーム『荒野のコトブキ飛行隊 大空のテイクオフガールズ！』関連曲       |
| 2020年12月23日 | ONGEKI Sound Collection 04 『No Limit RED Force』                                               | 星咲あかり（赤尾ひかる）、藍原椿（橋本ちなみ）、早乙女彩華（中島唯）、柏木咲姫（石見舞菜香）、柏木美亜（和氣あず未） | 「No Limit RED Force」                                                                                     | ゲーム『オンゲキR.E.D.』メインテーマ                                  |
| 2020年12月23日 | ONGEKI Sound Collection 04 『No Limit RED Force』                                               | 星咲あかり（赤尾ひかる） | 「No Limit RED Force」                                                                                     | ゲーム『オンゲキ』関連曲                                              |
| 2020年12月23日 | SKY FULL of MAGIC                                                                               | シュガーポケッツ | 「わがままキャラメリゼ」                                                                                   | テレビアニメ『Lapis Re:LiGHTs』挿入歌                                 |
| 2020年12月23日 | SKY FULL of MAGIC                                                                               | シュガーポケッツ | 「# BFF」                                                                                                  | 『ラピスリライツ 〜この世界のアイドルは魔法が使える〜』関連曲         |
| 2020年12月23日 | SKY FULL of MAGIC                                                                               | ラピスリライツ・スターズ | 「私の名は、光。」                                                                                         | 『ラピスリライツ 〜この世界のアイドルは魔法が使える〜』関連曲         |
| 2021年1月27日  | アサルトリリィ BOUQUET BD第1巻特典CD                                                            | 一柳隊 | 「Edel Lilie」                                                                                             | テレビアニメ『アサルトリリィ BOUQUET』エンディングテーマ              |
| 2021年1月27日  | アサルトリリィ BOUQUET BD第1巻特典CD                                                            | 一柳梨璃（赤尾ひかる）、安藤鶴紗（紡木吏佐） | 「つきあかりのコントラスト」                                                                               | テレビアニメ『アサルトリリィ BOUQUET』関連曲                          |
| 2021年2月24日  | ONGEKI Vocal Party 03                                                                           | ASTERISM | 「絆はずっとGrowing Up!!!」                                                                                | ゲーム『オンゲキ』関連曲                                              |
| 2021年2月24日  | ONGEKI Vocal Party 03                                                                           | 星咲あかり（赤尾ひかる）、高瀬梨緒（久保ユリカ） | 「反撃！ 突撃！ Back to Back!」                                                                            | ゲーム『オンゲキ』関連曲                                              |
| 2021年2月24日  | ONGEKI Vocal Party 03                                                                           | 星咲あかり（赤尾ひかる） | 「絆はずっとGrowing Up!!!」 「反撃！ 突撃！ Back to Back!」                                                | ゲーム『オンゲキ』関連曲                                              |
| 2021年2月24日  | アサルトリリィ BOUQUET BD第2巻特典CD                                                            | 一柳梨璃（赤尾ひかる）、白井夢結（夏吉ゆうこ） | 「Heart+Heart」                                                                                            | テレビアニメ『アサルトリリィ BOUQUET』エンディングテーマ              |
| 2021年3月3日   | ゲキドル SONG COLLECTION                                                                        | 守野せりあ（赤尾ひかる）、各務あいり（持田千妃来）、中村繭璃（佐藤亜美菜）、浅葱晃（山本希望）、藤田愛美（髙野麻美）、山本和春（秋吉あや） | 「ゲキドル！」 「時の翼 Chrono Geizer」                                                                    | テレビアニメ『ゲキドル』オープニングテーマ                            |
| 2021年3月3日   | ゲキドル SONG COLLECTION                                                                        | 守野せりあ（赤尾ひかる）、各務あいり（持田千妃来）、中村繭璃（佐藤亜美菜）、浅葱晃（山本希望）、藤田愛美（髙野麻美）、山本和春（秋吉あや） | 「アクトレスガール」 「アリスインデッドリースクール」                                                      | テレビアニメ『ゲキドル』挿入歌                                        |
| 2021年3月3日   | ゲキドル SONG COLLECTION                                                                        | 守野せりあ（赤尾ひかる）、各務あいり（持田千妃来） | 「ポーズボタン」 「光よ君へ！」                                                                            | テレビアニメ『ゲキドル』挿入歌                                        |
| 2021年3月3日   | ゲキドル SONG COLLECTION                                                                        | 守野せりあ（赤尾ひかる）、各務あいり（持田千妃来）、中村繭璃（佐藤亜美菜）、浅葱晃（山本希望）、藤田愛美（髙野麻美）、山本和春（秋吉あや）、雛咲いずみ（諏訪彩花） | 「流れ星」                                                                                                 | テレビアニメ『ゲキドル』挿入歌                                        |
| 2021年3月3日   | ゲキドル SONG COLLECTION                                                                        | 守野せりあ（赤尾ひかる） | 「ダンデライオンガール」                                                                                   | テレビアニメ『ゲキドル』エンディングテーマ                            |
| 2021年3月24日  | アサルトリリィ BOUQUET BD第3巻特典CD                                                            | 一柳隊 | 「GROWING*」                                                                                               | テレビアニメ『アサルトリリィ BOUQUET』エンディングテーマ              |
| 2021年4月28日  | アサルトリリィ BOUQUET BD第4巻特典CD                                                            | 一柳隊 | 「君の手を離さない 〜BOUQUET Ver.〜」                                                                      | テレビアニメ『アサルトリリィ BOUQUET』挿入歌                          |
| 2021年4月28日  | ONGEKI Vocal Party 04                                                                           | 星咲あかり（赤尾ひかる） | 「Glitter-Glitter」                                                                                        | ゲーム『オンゲキ』関連曲                                              |
| 2021年5月26日  | 舞台「アサルトリリィ League of Gardens / アサルトリリィ The Fateful Gift」 BD特典CD             | 一柳隊 | 「繋がり」                                                                                                 | 舞台『アサルトリリィ League of Gardens』オープニングテーマ            |
| 2021年5月26日  | 舞台「アサルトリリィ League of Gardens / アサルトリリィ The Fateful Gift」 BD特典CD             | 一柳隊 | 「大切を数えよう」                                                                                         | 舞台『アサルトリリィ League of Gardens』エンディングテーマ            |
| 2021年5月26日  | 舞台「アサルトリリィ League of Gardens / アサルトリリィ The Fateful Gift」 BD特典CD             | 一柳隊、ルド女選抜、御台場選抜、相模女子選抜、ヘルヴォル、御前（佃井皆美） | 「君の手を離さない」                                                                                       | 舞台『アサルトリリィ The Fateful Gift』オープニングテーマ             |
| 2021年6月30日  | ONGEKI Sound Collection 05 STARRED HEART                                                        | 星咲あかり（赤尾ひかる）、結城莉玖（朝日奈丸佳）、九條楓（佳村はるか）、珠洲島有栖（長縄まりあ）、東雲つむぎ（和泉風花） | 「STARRED HEART」                                                                                          | ゲーム『オンゲキ』関連曲                                              |
| 2021年6月30日  | ONGEKI Sound Collection 05 STARRED HEART                                                        | 星咲あかり（赤尾ひかる） | 「STARRED HEART」                                                                                          | ゲーム『オンゲキ』関連曲                                              |
| 2021年8月18日  | よりそう//メモリー                                                                              | 新居浜ありす（赤尾ひかる） | 「はに〜みるく・ぶらんけっと」                                                                             | ゲーム『ステーションメモリーズ!』関連曲                               |
| 2021年8月18日  | よりそう//メモリー                                                                              | 新居浜いずな（河実里夏）、新居浜ありす（赤尾ひかる） | 「よりそう//メモリー」 「ミライメモリーズ！」                                                              | ゲーム『ステーションメモリーズ!』関連曲                               |
| 2021年9月8日   | Edel Lilie（Last Bullet MIX）                                                                   | 一柳梨璃（赤尾ひかる）、白井夢結（夏吉ゆうこ）、相澤一葉（藤井彩加）、今叶星（前田佳織里） | 「Edel Lilie（Last Bullet MIX）」                                                                          | ゲーム『アサルトリリィ Last Bullet』オープニングテーマ                |
| 2021年9月8日   | Edel Lilie（Last Bullet MIX）                                                                   | 一柳梨璃（赤尾ひかる）、白井夢結（夏吉ゆうこ）、相澤一葉（藤井彩加）、今叶星（前田佳織里） | 「きゃんとすとっぷ・ふるーてぃー」                                                                         | Webアニメ『アサルトリリィ ふるーつ』主題歌                            |
| 2021年9月8日   | Edel Lilie（Last Bullet MIX） 一柳隊Ver.                                                        | 一柳隊 | 「OVERFLOW」                                                                                               | ゲーム『アサルトリリィ Last Bullet』関連曲                            |
| 2021年10月23日 | オンゲキ LIVE vol.2 「No Limit STARRED HEART」限定スペシャルCD                                  | 星咲あかり（赤尾ひかる） | 「Starring Stars -星咲あかりソロver.-」                                                                    | ゲーム『オンゲキ』関連曲                                              |
| 2021年11月24日 | Probatio Diabolica/永遠Autumn･･･                                                                | フェイルノート (赤尾ひかる) | 「Probatio Diabolica」                                                                                     | ゲーム『ファントム オブ キル』関連曲                                  |
| 2021年11月24日 | Probatio Diabolica/永遠Autumn･･･                                                                | フェイルノート (赤尾ひかる) | 「永遠Autumn･･･」                                                                                          | ゲーム『ファントム オブ キル』関連曲                                  |
| 2021年12月22日 | ONGEKI Vocal Best                                                                               | 星咲あかり（赤尾ひかる）、日向千夏（岡咲美保） | 「青空コントレール」                                                                                       | ゲーム『オンゲキ』関連曲                                              |
| 2021年12月22日 | ONGEKI Vocal Best                                                                               | 星咲あかり（赤尾ひかる） | 「青空コントレール」                                                                                       | ゲーム『オンゲキ』関連曲                                              |
| 2021年12月22日 | ONGEKI Sound Collection 06                                                                      | 星咲あかり（赤尾ひかる）、高瀬梨緒（久保ユリカ）、柏木美亜（和氣あず未）、東雲つむぎ（和泉風花）、皇城セツナ（八巻アンナ） | 「Transcend Lights」                                                                                       | ゲーム『オンゲキ bright』メインテーマ                                 |
| 2021年12月22日 | ONGEKI Sound Collection 06                                                                      | 星咲あかり（赤尾ひかる） | 「Transcend Lights」                                                                                       | ゲーム『オンゲキ』関連曲                                              |
| 2022年2月9日   | Neunt Praeludium（Last Bullet MIX）                                                             | 一柳梨璃（赤尾ひかる）、白井夢結（夏吉ゆうこ）、相澤一葉（藤井彩加）、今叶星（前田佳織里） | 「Neunt Praeludium（Last Bullet MIX）」                                                                    | ゲーム『アサルトリリィ Last Bullet』関連曲                            |
| 2022年2月9日   | Neunt Praeludium（Last Bullet MIX）                                                             | 一柳隊、ヘルヴォル、グラン・エプレ | 「蕾の中の奇跡」                                                                                           | ゲーム『アサルトリリィ Last Bullet』関連曲                            |
| 2022年2月9日   | Neunt Praeludium（Last Bullet MIX）                                                             | 一柳隊 | 「蕾の中の奇跡」                                                                                           | ゲーム『アサルトリリィ Last Bullet』関連曲                            |
| 2022年2月9日   | Neunt Praeludium（Last Bullet MIX）                                                             | 一柳隊 | 「想い出が溢れてる」                                                                                       | 舞台『アサルトリリィ Lost Memories』オープニングテーマ                |
| 2022年2月23日  | Sound of the Bell/SUGAR×LEMONADE                                                                | シュガーポケッツ | 「SUGAR×LEMONADE」                                                                                         | 『ラピスリライツ 〜この世界のアイドルは魔法が使える〜』関連曲         |
| 2022年2月23日  | Sound of the Bell/SUGAR×LEMONADE シュガーポケッツ盤                                             | シュガーポケッツ | 「シャノワール （ツカダタカシゲ's "Lapis Re:Toy Box" Remix）」                                             | 『ラピスリライツ 〜この世界のアイドルは魔法が使える〜』関連曲         |
| 2022年3月15日  | ONGEKI Memorial Soundtrack Yuki                                                                 | ASTERISM | 「Flower」                                                                                                 | ゲーム『オンゲキ』関連曲                                              |
| 2022年8月3日   | Cherish                                                                                         | 一柳隊 | 「Neunt Praeludium」                                                                                       | 『アサルトリリィ』関連曲                                              |
| 2022年8月3日   | Cherish                                                                                         | 一柳隊 | 「Edel Lilie」                                                                                             | 『アサルトリリィ』関連曲                                              |
| 2022年8月3日   | Cherish                                                                                         | 一柳梨璃（赤尾ひかる） | 「チェリッシュ♡」                                                                                          | 『アサルトリリィ』関連曲                                              |
| 2022年8月24日  | ONGEKI Sound Collection 07『Memories of O.N.G.E.K.I.』                                          | オンゲキシューターズ | 「HEADLINER」                                                                                              | ゲーム『オンゲキ』関連曲                                              |
| 2023年7月      | ワンダー・ファニー・ハーモニー                                                                  | サクラコ（加隈亜衣）、ヒナタ（日高里菜）、マリー（小澤亜李）、ウイ（後藤沙緒里）、シミコ（富田美憂）、ヒフミ（本渡楓）、アズサ（種田梨沙）、ハナコ（豊田萌絵）、コハル（赤尾ひかる）、ミカ（東山奈央）、ツルギ（小林ゆう）、イチカ（鷲見友美ジェナ） | 「ワンダー・ファニー・ハーモニー」                                                                         | Webアニメ『ブルーアーカイブ 2.5周年記念ショートアニメーション』主題歌 |
| 2023年8月25日  | オン×ステージ！                                                                                 | 式宮舞菜（CV.牧野天音）、星咲あかり（CV.赤尾ひかる） | 「オン×ステージ！」                                                                                        | 『Re:ステージ！』『オンゲキ』関連曲                                   |
| 2023年8月25日  | オン×ステージ！                                                                                 | 星咲あかり (赤尾ひかる) | 「オン×ステージ！ -星咲あかりソロver.-」                                                                   | 『Re:ステージ！』『オンゲキ』関連曲                                   |
| 2023年11月8日  | トウメイダイアリー/Wish Drop                                                                    | 一柳隊 | 「トウメイダイアリー」                                                                                     | ゲーム『アサルトリリィ Last Bullet』2周年テーマ曲                     |
| 2023年11月8日  | トウメイダイアリー/Wish Drop                                                                    | 一柳梨璃（赤尾ひかる）、白井夢結（夏吉ゆうこ）、相澤一葉（藤井彩加）、飯島恋花（石飛恵里花）、今叶星（前田佳織里）、宮川高嶺（礒部花凜） | 「Wish Drop」                                                                                              | ゲーム『アサルトリリィ Last Bullet』2.5周年テーマ曲                   |
| 2023年11月8日  | トウメイダイアリー/Wish Drop                                                                    | 一柳梨璃（赤尾ひかる）、白井夢結（夏吉ゆうこ）、相澤一葉（藤井彩加）、今叶星（前田佳織里） | 「Wish Drop（Last Bullet ver.）」                                                                          | ゲーム『アサルトリリィ Last Bullet』関連曲                            |
| 2023年11月8日  | トウメイダイアリー/Wish Drop                                                                    | 一柳梨璃（赤尾ひかる）、白井夢結（夏吉ゆうこ） | 「Wish Drop（梨璃&夢結ver.）」                                                                             | ゲーム『アサルトリリィ Last Bullet』関連曲                            |
| 2023年11月13日 | Secret Mission!                                                                                 | 新居浜ありす（赤尾ひかる） | 「ミライメモリーズ！」                                                                                     | ゲーム『ステーションメモリーズ！』関連曲                              |
| 2023年11月13日 | 夢のステラリウム                                                                                | 鳳ここな（石見舞菜香）、静香（長谷川育美）、カトリナ・グリーベル（天城サリー）、新妻八恵（長縄まりあ）、柳場ぱんだ（大空直美）、流石知冴（佐々木李子）、千寿暦（鳥部万里子）、ラモーナ・ウォルフ（田中美海）、王雪（花井美春）、リリヤ・クルトベイ（安齋由香里）、与那国緋花里（下地紫野）、千寿いろは（岡咲美保）、白丸美兎（近藤玲奈）、阿岐留カミラ（若井友希）、猫足蕾（芹澤優）、本巣叶羽（赤尾ひかる）、連尺野初魅（葵井歌菜）、烏森大黒（Lynn）、舎人仁花子（斉藤朱夏）、萬容（山村響）、筆島しぐれ（吉岡麻耶） | 「夢のステラリウム」                                                                                       | ゲーム『ワールドダイスター 夢のステラリウム』関連曲                   |
| 2024年2月7日   | 運命のトリニティ                                                                                | 一柳隊 with 早川弥宏（大西亜玖璃）、富永真（小泉萌香） | 「Adabana」                                                                                                | ゲーム『アサルトリリィ Last Bullet』関連曲                            |
| 2024年2月7日   | 運命のトリニティ                                                                                | 一柳隊 | 「Adabana」                                                                                                | ゲーム『アサルトリリィ Last Bullet』関連曲                            |
| 2024年4月21日  | ブルーアーカイブ 青春あんさんぶる Vol.5「補習授業部」                                           | 補習授業部 | 「手つなぎハッピーエンド」                                                                                 | ゲーム『ブルーアーカイブ -Blue Archive-』関連曲                       |
| 2024年4月24日  | ゲームアプリ『ワールドダイスター 夢のステラリウム』VocalAlbum Vol.3「デアエ・エクス・マキナ！」 | 千寿いろは（岡咲美保）、白丸美兎（近藤玲奈）、阿岐留カミラ（若井友希）、猫足蕾（芹澤優）、本巣叶羽（赤尾ひかる） | 「デアエ・エクス・マキナ！」 「きらり！マジカリュー・スマイル！」 「夢のステラリウム」                     | ゲーム『ワールドダイスター 夢のステラリウム』関連曲                   |
| 2024年4月24日  | ゲームアプリ『ワールドダイスター 夢のステラリウム』VocalAlbum Vol.3「デアエ・エクス・マキナ！」 | 白丸美兎（近藤玲奈）、本巣叶羽（赤尾ひかる）、千寿いろは（岡咲美保） | 「Drawing World」                                                                                          | ゲーム『ワールドダイスター 夢のステラリウム』関連曲                   |
| 2024年4月24日  | ゲームアプリ『ワールドダイスター 夢のステラリウム』VocalAlbum Vol.3「デアエ・エクス・マキナ！」 | 新妻八恵（長縄まりあ）、筆島しぐれ（吉岡麻耶）、本巣叶羽（赤尾ひかる） | 「トゥインクル・トゥインクル・スクールデイズ！」                                                           | ゲーム『ワールドダイスター 夢のステラリウム』関連曲                   |
| 2025年1月22日  | CONSTELLAT10N                                                                                   | 一柳隊 with 一柳結梨（伊藤美来） | 「CONSTELLAT10N」                                                                                          | ゲーム『アサルトリリィ Last Bullet』関連曲                            |
| 2025年1月22日  | CONSTELLAT10N                                                                                   | 一柳梨璃（赤尾ひかる）、 一柳結梨（伊藤美来） | 「はんぶんこのミルフィーユ」                                                                               | ゲーム『アサルトリリィ Last Bullet』関連曲                            |
| 2025年1月22日  | CONSTELLAT10N                                                                                   | 一柳梨璃（赤尾ひかる） | 「はんぶんこのミルフィーユ」                                                                               | ゲーム『アサルトリリィ Last Bullet』関連曲                            |
| 2025年1月26日  | Worlds Dye Star                                                                                 | シリウス、銀河座、Eden、劇団電姫 | 「Worlds Dye Star」                                                                                        | ゲーム『ワールドダイスター 夢のステラリウム』関連曲                   |
| 2025年10月22日 | raison d'etre                                                                                   | 一柳梨璃（赤尾ひかる）、白井夢結（夏吉ゆうこ）、相澤一葉（藤井彩加）、松村優珂（集貝はな）、今叶星（前田佳織里）、宮川高嶺（礒部花凜） | 「raison d'être」                                                                                          | ゲーム『アサルトリリィ Last Bullet』4周年テーマ曲                     |
| 2025年10月22日 | raison d'etre                                                                                   | 一柳梨璃（赤尾ひかる）、 白井夢結（夏吉ゆうこ） | 「ユリーカ！（梨璃&夢結ver.）」                                                                            | ゲーム『アサルトリリィ Last Bullet』4.5周年テーマ曲                   |
| 2025年10月22日 | raison d'etre                                                                                   | 一柳梨璃（赤尾ひかる）、白井夢結（夏吉ゆうこ）、相澤一葉（藤井彩加）、今叶星（前田佳織里） | 「リリィにバブ・ソングを」                                                                                 | ゲーム『アサルトリリィ Last Bullet』3.5周年テーマ曲                   |
| 2025年10月22日 | raison d'etre                                                                                   | 一柳梨璃（赤尾ひかる）、白井夢結（夏吉ゆうこ） | 「raison d'être（梨璃&夢結ver.）」                                                                         | ゲーム『アサルトリリィ Last Bullet』関連曲                            |

### その他参加楽曲
| 発売日   | 商品名               | 歌       | 楽曲                     | 備考               |
| 2019年   | 2019年               | 2019年   | 2019年                   | 2019年             |
| -------- | -------------------- | -------- | ------------------------ | ------------------ |
| 3月31日  | 瞬間シンクロニシティ | teaRLove | 「瞬間シンクロニシティ」 | 『teaRLove』関連曲 |
| 4月28日  | ソライロメロディ     | teaRLove | 「ソライロメロディ」     | 『teaRLove』関連曲 |
| 6月30日  | 恋するサマーラッシュ | teaRLove | 「恋するサマーラッシュ」 | 『teaRLove』関連曲 |
| 9月28日  | 勇気の翼             | teaRLove | 「勇気の翼」             | 『teaRLove』関連曲 |
| 12月15日 | 僕らの夢のその先へ   | teaRLove | 「僕らの夢のその先へ」   | 『teaRLove』関連曲 |
| 2020年   |                      |          |                          |                    |
| 2月22日  | NO IMITATION         | teaRLove | 「NO IMITATION」         | 『teaRLove』関連曲 |
| 10月11日 | 星空をつないで       | teaRLove | 「星空をつないで」       | 『teaRLove』関連曲 |
| 2021年   |                      |          |                          |                    |
| 4月17日  | Cry High             | teaRLove | 「Cry High」             | 『teaRLove』関連曲 |
| 7月24日  | SMILing              | teaRLove | 「SMILing」              | 『teaRLove』関連曲 |

## 雑誌・書籍
- ぴかぴかるーれっと（VOICE Channel Vol.6 - 13 [136]）